# When Attitudes Become Form
Когда отношения обретают форму: работы, концепции, процессы, ситуации, информация (англ. Live in Your Head: When Attitudes Become Form (Works — Concepts — Processes — Situations — Information)) — художественная выставка, проходившая с 22 марта по 27 апреля 1969 г. в Бернском Кунстхалле. Куратор выставки — Харальд Зееман. 

Проект When Attitudes Become Form продемонстрировал качественно новый подход к кураторству и стал настоящим прорывом в истории мировой выставочной практики и наделив художественную выставку статусом самостоятельного произведения искусства.

## Концепция
В центре внимания выставки When Attitudes Become Form оказались не только произведения искусства как результат работы художника, но и сам творческий процесс, который становится самоценным и включается в поле интереса куратора и зрителя.
Подзаголовок выставки «Работы, концепции, процессы, ситуации, информация» отразил главную цель проекта: создание определённых связей, позиций, отношений. Экспозиция из простого пространства репрезентации превратилась в ситуацию диалога и взаимодействия между художниками.

## Участники и экспозиция
В проекте When Attitudes Become Form приняли участие 69 авторов, многих из которых относят к крупнейшим мастерам второй половины XX в. Эта выставка впервые объединила такое количество художников-концептуалистов из Европы и США. Проект показал потенциал инструментария концептуальных художников, их возможности работы посредством жестов, позиций, манифестов.
Многие из участников заранее приехали в Берн, чтобы создать свои произведения на месте, превратив залы Кунстхалле в огромную общую мастерскую. Харальд Зееман пересмотрел сложившийся формат музейной выставки и предложил совершенно новый для того времени способ демонстрации произведений, основанный на открытости и взаимодействии произведений. Разделительные стены, подиумы и другие «экспозиционные барьеры» были устранены, сократив дистанцию между произведениями и приблизив их к зрителю. Сам Харальд Зееман описывал свой проект как «собрание историй, рассказанных от первого лица».
Список участников:
- Карл Андре (Carl Andre)
- Джованни Ансельмо (Giovanni Anselmo)
- Ричард Артшвагер
- Томас Банг (Thomas Bang)
- Джаред Барк (Jared Bark)
- Роберт Барри (Robert Barry)
- Йозеф Бойс (Joseph Beuys)
- Алигьеро Боэтти (Alighiero Boetti)
- Мел Бохнер (Mel Bochner)
- Маринус Боезем (Marinus Boezem)
- Билл Боллингер (Bill Bollinger)
- Михаель Буте (Michael Buthe)
- Пьер Паоло Кальцолари (Pier Paolo Calzolari)
- Пауль Коттон (Paul Cotton)
- Ханне Дарбовен (Hanne Darboven)
- Уолтер де Мария (Walter de Maria)
- Ян Диббетс (Jan Dibbets)
- Гер ван Эльк (Ger van Elk)
- Рафаэль Феррер (Rafael Ferrer)
- Барри Фланаган (Barry Flanagan)
- Тэд Гласс (Ted Glass)
- Ханс Хааке (Hans Haacke)
- Майкл Хейзер (Michael Heizer)
- Ева Гессе (Eva Hesse)
- Дуглас Хюблер (Douglas Huebler)
- Паоло Икаро (Paolo Icaro)
- Ален Жак (Alain Jacquet)
- Нил Дженни (Neil Jenney)
- Стефен Кальтенбах (Stephen Kaltenbach)
- Джоо Анн Каплан (Jo Ann Kaplan)
- Эдвард Кинхольц (Edward Kienholz)
- Ив Кляйн (Yves Klein)
- Джозеф Кошут (Joseph Kosuth)
- Яннис Кунеллис (Jannis Kounellis)
- Гэри Б. Кюн (Gary B. Kuehn)
- Сол Левитт (Sol LeWitt)
- Бернд Лохаус (Bernd Lohaus)
- Ричард Лонг (Richard Long)
- Рулов Лоу (Roelof Louw)
- Брюс МакЛин (Bruce McLean)
- Дэвид Медалла (David Medalla)
- Марио Мерц (Mario Merz)
- Роберт Моррис (Robert Morris)
- Брюс Науман (Bruce Nauman)
- Клас Олденбург (Claes Oldenburg)
- Деннис Оппенгейм (Dennis Oppenheim)
- Панамаренко (Panamarenko)
- Пино Паскали (Pino Pascali)
- Пауль Пехтер (Paul Pechter)
- Микеланджело Пистолетто (Michelangelo Pistoletto)
- Эмилио Прини (Emilio Prini)
- Маркус Рец (Markus Raetz)
- Аллен Рупперсберг (Allen Ruppersberg)
- Рейнер Рутенбек (Reiner Ruthenbeck)
- Роберт Риман (Robert Ryman)
- Фредерик Лейн Зандбак (Frederick Lane Sandback)
- Алан Сарет (Alan Saret)
- Саркис (Sarkis)
- Жан-Фредерик Шнидер (Jean-Frédéric Schnyder)
- Ричард Серра (Richard Serra)
- Роберт Смитсон (Robert Smithson)
- Кит Сонньер (Keith Sonnier)
- Ричард Таттл (Richard Tuttle)
- Франк Линкольн Винер (Frank Lincoln Viner)
- Франц Эрхард Вальтер (Franz Erhard Walther)
- Уильям Г. Вегман (William G. Wegman)
- Лоуренс Вайнер (Lawrence Weiner)
- Уильям Т. Уилей (William T. Wiley)
- Гильберто Цорио (Gilberto Zorio)

## Значение для мировой выставочной практики
Харальд Зееман выразил в этом проекте своё революционное видение выставки как сложного художественного явления. Он не только навсегда изменил восприятие и методы репрезентации современного искусства, но и заявил о формировании фигуры нового независимого куратора.

Проект When Attitudes Become Form навсегда вошёл в историю современного искусства и стал началом новейшей эпохи выставочной практики. Однако, в Берне выставка вызвала скандал, после которого Харальд Зееман добровольно покинул пост директора Кунстхалле и был приглашен возглавить «documenta 5».

В 2013 г. итальянский куратор и арт-критик Джермано Челант реконструировал выставку When Attitudes Become Form в Венеции, точно повторив экспозицию 1969 г. и включив в неё оригинальные произведения, а также документацию проекта.